# Louis de la Corne

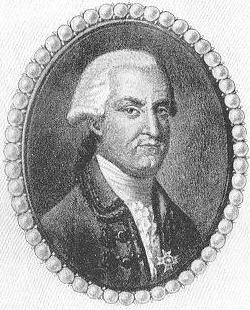
Louis de la Corne

Louis de la Corne o Louis Chapt, Chevalier de la Corne (Fort Frontenac (hoy Kingston, Ontario), 6 de junio de 1703-en el mar, frente a la isla de Cabo Bretón, 15 de noviembre de 1761) fue un oficial militar, comerciante de pieles y explorador canadiense, recordado por algunas acciones militares contra los británicos y por haber fundado el puesto comercial más al oeste de todo el imperio francés en América, cerca de la confluencia de los ríos Saskatchewan Norte y Saskatchewan Sur. 

## Biografía
Louis de la Corne nació en Fort Frontenac en lo que hoy es Kingston, provincia de Ontario. Comenzó su carrera en las tropas regulares coloniales como segundo alférez en 1722 y fue nombrado alférez cinco años más tarde.
Se casó en 1728 con Marie-Anne Hubert de Lacroix y comenzó a invertir fuertemente en el comercio del comercio de pieles, mientras continuaba su carrera militar (era una práctica común en la época). En los siguientes años ambas carreras prosperaron, siendo ascendido a teniente en 1738 y luego a capitán, seis años después. En 1747 tuvo su primera experiencia seria de combate en Acadia, por la que fue galardonado con la cruz de San Luis en mayo de 1749 por sus acciones contra los británicos en la batalla de Gran Pre (10 y 12 de febrero de 1747). Durante ese período se vio involucrado en otras operaciones militares hostiles, así como en la organización de las milicias de los nuevos colonos en los nuevos territorios.
En 1752, La Corne comenzó un destino de tres años como comandante occidental del poste de l'Ouest (el nombre francés para los puestos iniciados por Pierre Gaultier de Varennes, sieur de La Vérendrye). Sucedió a Jacques Legardeur de Saint-Pierre y partió en junio de 1753 con 57 hombres, dejando a su hermano Luc de la Corne coordinando el envío de recursos adicionales y para contratar nuevos hombres si fueran necesarios. Cruzó por  Saint-Pierre, al norte del lago Superior, y fue informado de lo que encontraría en el oeste. Durante su permanencia en el oeste, La Corne parece haber sido un activo comandante: mejoró Fort Paskoya (el puesto fundo en 1740 en Le Pas, Manitoba, cerca de la boca del río Saskatchewan); construyó el Fuerte de Saint-Louis en 1753 (Fort de la Corne, Saskatchewan), el puesto más al oeste del imperio francés en América (ver Nueva Francia), justo al este de las Horcas del río Saskatchewan; y exploró el valle del río Carrot. Fue sucedido por Louis-Joseph Gaultier de la Vérendrye que fue comandante del Oeste desde 1756 hasta 1758. (Debido a la guerra de los Siete Años, La Vérendrye en realidad nunca llegó al oeste, pero llevó el negocio a través de agentes.)
En julio de 1755, La Corne fue al este y participó activamente en los asuntos militares durante los siguientes cinco años, patrullando las vías navegables desde Montreal hasta el lago Ontario con un gran contingente de hombres (entre 1.000 y 2.000). El gobernador Rigaud de Vaudreuil le recomendó para comandante como reconocimiento por su papel, pero nunca fue nombrado. Participó en los enfrentamientos con los británicos hasta que Montreal capituló en septiembre de 1760. Cuando iba a ser deportado a Francia en 1761, fue una de las víctimas del naufragió del buque Auguste frente a la costa de la isla de Cabo Bretón el 15 de noviembre de ese año.